# Temnosternus catulus
Temnosternus catulus es una especie de escarabajo longicornio del género Temnosternus, tribu Tmesisternini, orden Coleoptera. Fue descrita científicamente por McKeown en 1942.
El período de vuelo ocurre durante el mes de enero.

## Descripción
Mide 9,5-11 milímetros de longitud.

## Distribución
Se distribuye por Australia.